# Ceroptera equitans
Ceroptera equitans är en tvåvingeart som först beskrevs av Collin 1910.  Ceroptera equitans ingår i släktet Ceroptera och familjen hoppflugor.
Artens utbredningsområde är Sri Lanka. Inga underarter finns listade i Catalogue of Life.